# جوناثان أ. غولدستاين
جوناثان أ. غولدستاين (بالإنجليزية: Jonathan A. Goldstein)‏ هو كاتب أمريكي، ولد في 19 يوليو 1929 في نيويورك في الولايات المتحدة، وتوفي في 1 ديسمبر 2004 في آيوا سيتي في الولايات المتحدة.